# Dolno Karaslari
Dolno Karaslari (makedonska: Долно Караслари) är en ort i Nordmakedonien. Den ligger i kommunen Veles, i den centrala delen av landet, 50 kilometer sydost om huvudstaden Skopje. Dolno Karaslari ligger 206 meter över havet och antalet invånare är 404.